# Палайнихские языки
Палахнихские языки (лайкни, палайхнихские) — семья индейских языков на северо-востоке Калифорнии.

## Состав
1. ацугеви (†)
2. ачумави (или ачомави) — язык индейцев реки Пит